# 人吉市立田野小学校

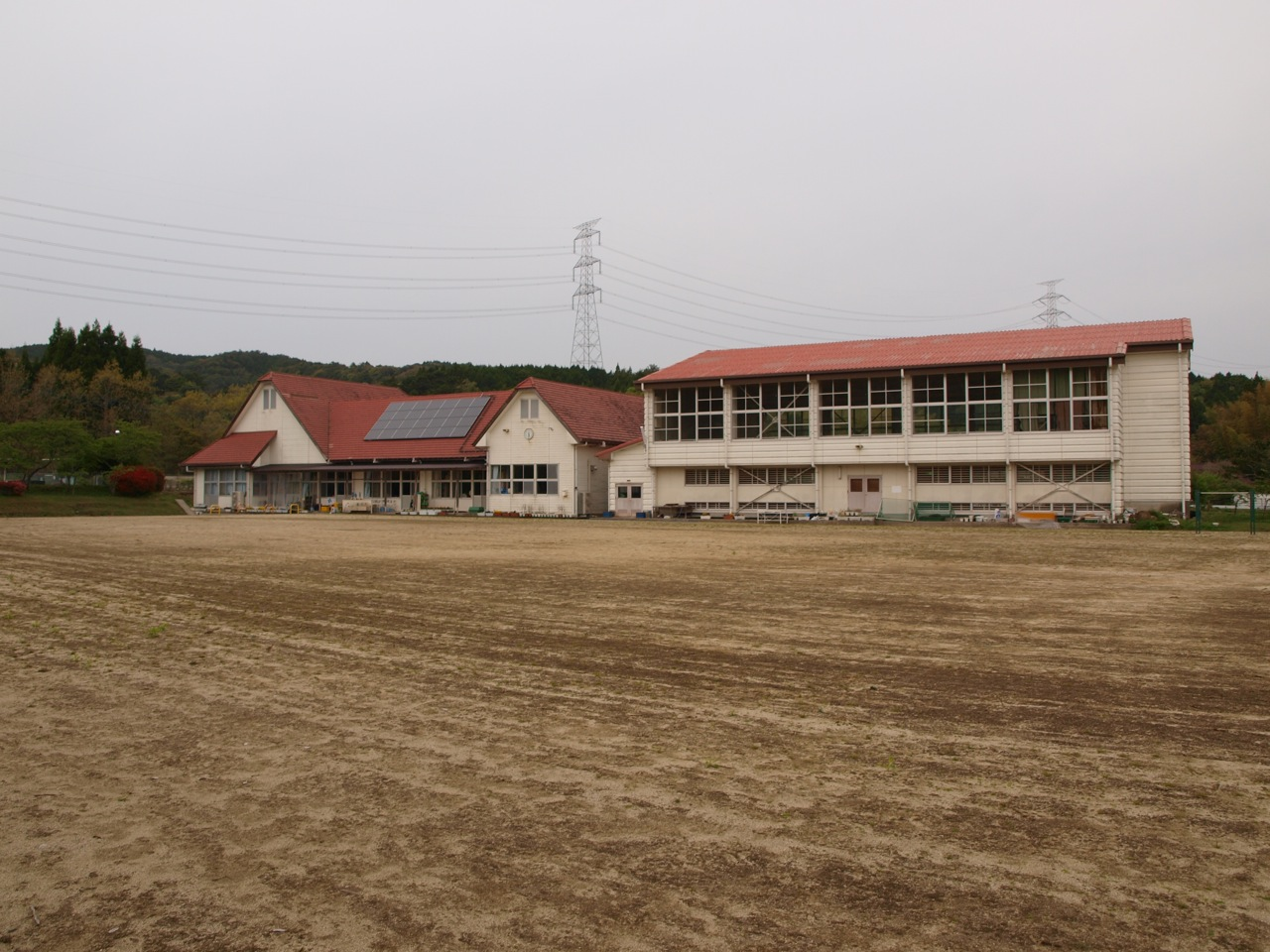
校舎全景

人吉市立田野小学校（ひとよししりつ たのしょうがっこう）は、かつて熊本県人吉市田野町にあった公立の小学校。
2014年（平成26年）3月末をもって閉校し、人吉市立東間小学校に統合された。

## 概要
歴史
1890年（明治23年）尋常西瀬小学校（西瀬小学校の前身）の分教場として創立。2002年（平成14年）に独立。2014年（平成26年）に閉校し、124年（独立14年）の歴史に幕を閉じた。
校訓
「かしこく、ゆかたに、たくましく」
校章・校歌
通学区域
人吉市のうち「田野町・西大塚町・東大塚町」、中学校区は人吉市立第四中学校（2005年（平成17年）3月まで）、人吉市立第二中学校（2005年（平成17年）4月以降）であった。

## 沿革
- 1890年（明治23年）- 田野に「尋常西瀬小学校 田野分教場」が設置される[1]。
- 1892年（明治25年）- 「西瀬尋常小学校 田野分教場」に改称。
- 1900年（明治33年）- 校舎を改築。
- 1907年（明治40年）4月 -「西瀬尋常高等小学校 田野分教場」に改称。
- 1908年（明治41年）4月 -「西瀬尋常小学校 田野分教場」に改称。
- 1915年（大正4年）4月 - 「西瀬尋常高等小学校 田野分教場」に改称。
- 1941年（昭和16年）4月1日 - 国民学校令施行により、「球磨郡西瀬村西瀬国民学校 田野分教場」と改称。
- 1942年（昭和17年）4月1日 - 人吉市の発足により、「人吉市西瀬国民学校 田野分教場」と改称。
- 1947年（昭和22年）4月1日 - 移管により、「人吉市立大塚小学校 田野分校」と改称。
- 2002年（平成14年）4月1日 - 大塚小学校から分離の上、「人吉市立田野小学校」（最終名）として独立。
- 2011年（平成23年）4月1日 - 人吉市立大塚小学校を統合。
- 2014年（平成26年）3月31日 - 人吉市立東間小学校への統合により閉校[2]
  - 跡地は改築の上、「高橋酒造株式会社 田野蒸溜所・地域交流施設」となっている[3][4]。

## 交通アクセス
最寄りの幹線道路
- 国道267号

## 周辺
- 田野活性化センター（公民館）
- 田野農村公園
- 田野観音堂
- 肥薩国境の碑
- 高仁田川
- 美晴山